# Бистріївська сільська рада
Бистріївська сільська рада — колишня адміністративно-територіальна одиниця та орган місцевого самоврядування у Вчорайшенському (Бровківському) й Ружинському районах Бердичівської округи, Київської та Житомирської областей УРСР та України з адміністративним центром у с. Бистріївка.

## Населені пункти
Сільській раді були підпорядковані населені пункти:
- с. Бистріївка

## Населення
Відповідно до перепису населення СРСР, станом на 17 грудня 1926 року, чисельність населення ради становила 1 740 осіб, з них, за статтю: чоловіків — 838, жінок — 902; етнічний склад: українців — 1 737, росіян — 3. Кількість господарств — 387, з них, неселянського типу — 2.
Відповідно до результатів перепису населення 1989 року, кількість населення ради, станом на 1 грудня 1989 року, складала 685 осіб.
Станом на 5 грудня 2001 року, відповідно до перепису населення України, кількість мешканців сільської ради складала 584 особи.

## Склад ради
Рада складалась з 12 депутатів та голови.

### Керівний склад сільської ради
| ПІБ                            | Основні відомості                                                 | Дата обрання | Дата звільнення |
| ------------------------------ | ----------------------------------------------------------------- | ------------ | --------------- |
| Добрянський Василь Миколайович | Сільський голова, 1968 року народження, освіта, безпартійний      | 26.03.2006   | 31.10.2010      |
| Добрянський Василь Миколайович | Сільський голова, 1968 року народження, освіта вища, безпартійний | 31.10.2010   |                 |

Примітка: таблиця складена за даними джерела

## Історія
Утворена 1923 року в с. Бистріївка Бровківської волості Сквирського повіту Київської губернії. Станом на 17 грудня 1926 року на обліку в раді перебував хутір Костів, котрий, станом на 1 жовтня 1941 року знятий з обліку населених пунктів.
Відповідно до інформації довідника «Українська РСР. Адміністративно-територіальний поділ», станом на 1 вересня 1946 року сільрада входила до складу Вчорайшенського району Житомирської області, на обліку в раді перебувало с. Бистріївка.
5 березня 1959 року раду було ліквідовано, територію віднесено до складу Верхівнянської сільської ради Ружинського району. Відновлена 10 березня 1966 року у складі Ружинського району.
Станом на 1 січня 1972 року сільська рада входила до складу Ружинського району Житомирської області, на обліку в раді перебувало с. Бистріївка.
Припинила існування у 2018 році через об'єднання до складу Вчорайшенської сільської територіальної громади Ружинського району Житомирської області.
Входила до складу Бровківського (Вчорайшенського, 7.03.1923 р., 13.02.1935 р.,) та Ружинського (5.02.1931 р., 28.11.1957 р.) районів.